# Oetzen
Oetzen ist eine Gemeinde inmitten der Lüneburger Heide im Landkreis Uelzen, Niedersachsen. Die Gemeinde Oetzen gehört zur Samtgemeinde Rosche.

## Gemeindegliederung
Die Gemeinde Oetzen besteht aus den selbständigen Ortschaften Bruchwedel, Dörmte, Jarlitz, Oetzen (bis 10. September 1936 Oitzen geschrieben), Stöcken und Süttorf sowie der Oetzmühle.

## Eingemeindungen
Am 1. Juli 1972 wurden die Gemeinden Bruchwedel, Dörmte, Jarlitz, Stöcken und Süttorf eingegliedert.

## Politik

### Gemeinderat
Der Rat der Gemeinde Oetzen setzt sich aus elf Ratsfrauen und Ratsherren zusammen, einschließlich des nebenamtlichen Bürgermeister.
| Wahljahr | CDU | WGO | Grüne | SPD   | Gesamt   |
| 2021     | 9   | 2   | -     | -     | 11 Sitze |
| 2016     | 8   | 3   | -     | -     | 11 Sitze |
| 2011     | 7   | 4   | -     | -     | 11 Sitze |
| 2006     | 8   | -   | 2     | 1     | 11 Sitze |
| 2004     | 8   | -   | 1     | 1 (2) | 11 Sitze |

Letzte Kommunalwahl am 12. September 2021

### Bürgermeister/Verwaltung
Bürgermeister ist Thomas Schulz (CDU). Zur Gemeindedirektorin hat der Gemeinderat Katrin Kottlick ernannt. Das Gemeindebüro befindet sich in der Lüchower Straße 15 in 29571 Rosche.

### Wappen
Das Wappen der Gemeinde Oetzen zeigt in Grün über goldenem Mühlrad mit sechs Speichen ein links hin gewendetes silbernes Pferd, im Schildfuß ein silberner Wellenbalken.

## Verkehr
Oetzen liegt an der mittlerweile stillgelegten Bahnstrecke Uelzen–Dannenberg.

## Bau- und Bodendenkmäler

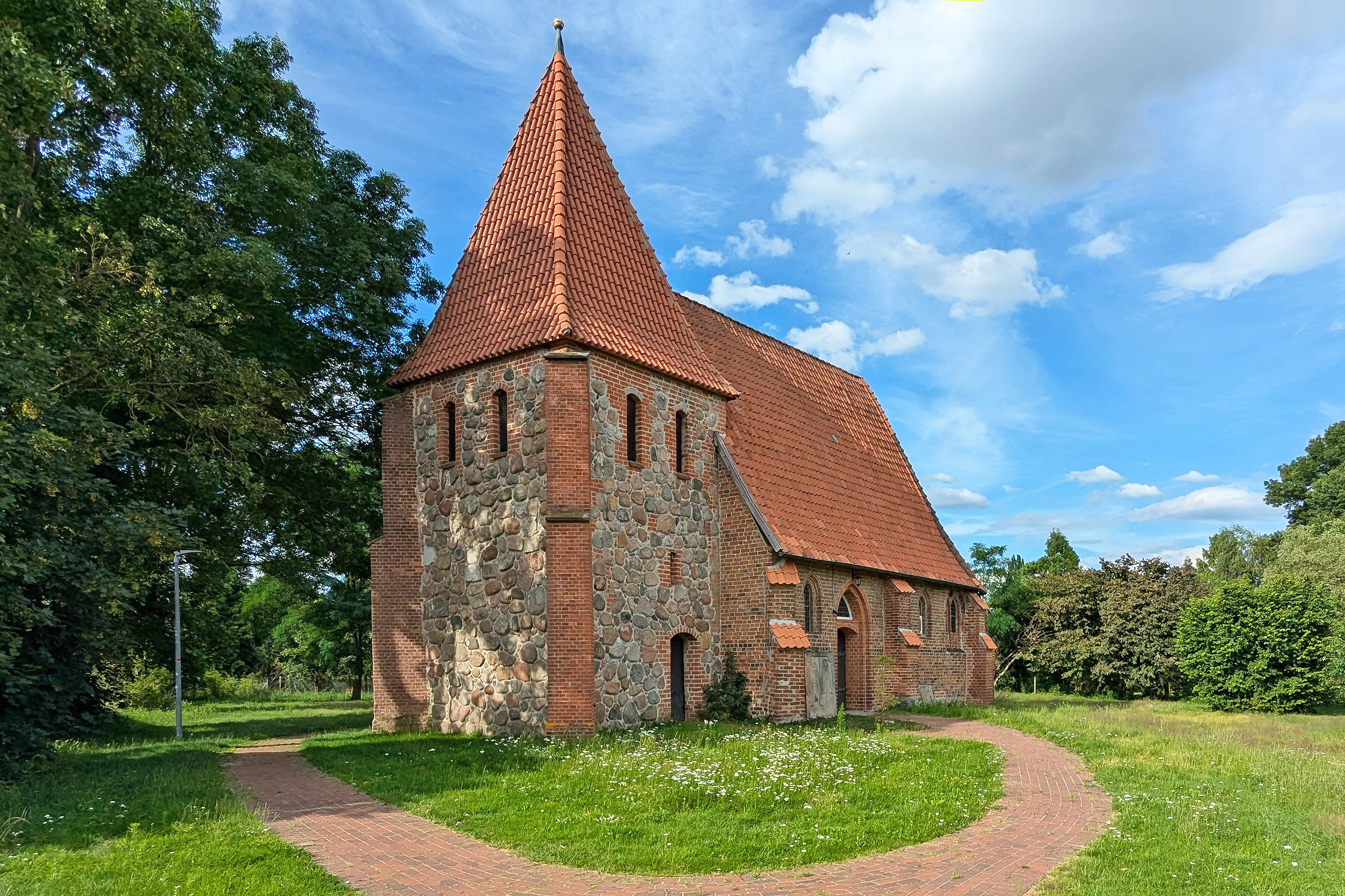
Marienkapelle in Oetzen

- Die Marienkapelle in Oetzen ist eine Feldsteinkapelle aus dem 14. Jahrhundert. Sie besitzt einen bemerkenswerten Schnitzaltar.